# Junkers J.I
A Junkers J.I német gyártmányú kétüléses, páncélozott felderítő- illetve csatarepülőgép volt az első világháborúban. Ez volt az első, csak fémből készített repülőgép, amelyet sorozatban gyártottak. Fél cm vastag acéllemezből készült páncélja a kézifegyverek ellen jó védelmet nyújtott.

## Fejlesztése

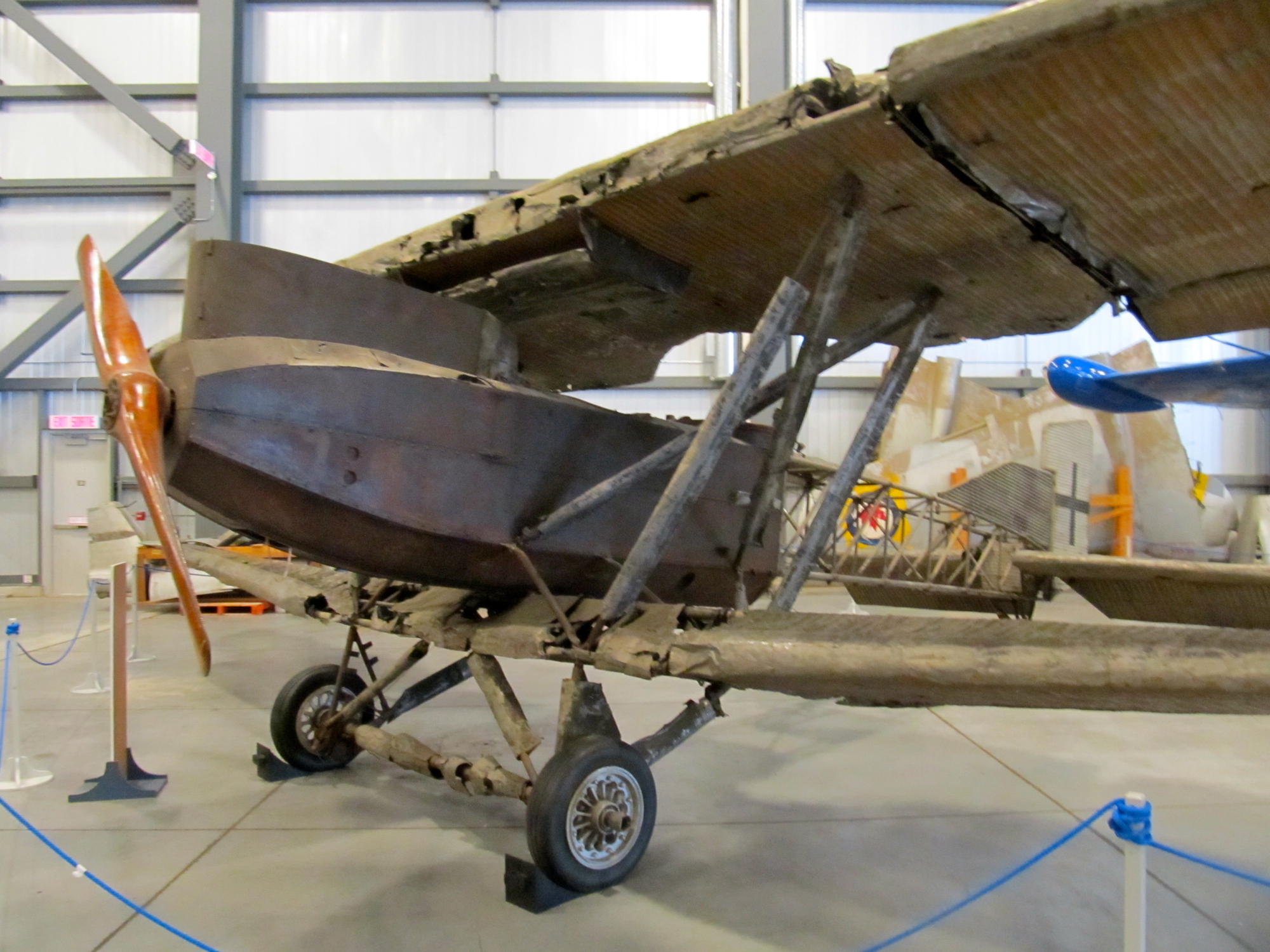
A páncélozott törzs, a „fürdőkád”

A német Hugo Junkers korát megelőzve kísérletezett a kizárólag fémből épült repülőgépekkel. A légierő által Junkers J.I kóddal nyilvántartásba vett típus (gyári kódja J 4 volt) volt az első terve, amely sorozatgyártásba került. A törzs alapját egy 5 mm vastag króm-nikkelacél lemezből készült burok, becenevén "fürdőkád" képezte, amelyben a motort, a két ülést, a benzintankokat és felderítés, tüzérségirányítás esetén rádiókészüléket helyeztek el. Ennek súlya 470 kg volt. A pilóta a kormányműveket a szokásos acélhuzalos összekötés helyett acélrudakkal és forgattyúkkal tudta mozgatni; ezek kevésbé voltak sérülékenyek a puska- vagy géppuskalövésekkel szemben. Összességében a J.I fémalkatrészei miatt kétszer olyan nehéz volt, mint a hagyományos, fából és vászonból készült kortársai.
A Junkers J.I ún. másfélfedelű repülőgép volt, vagyis olyan kétfedelű, amelynek alsó szárnya jelentősen kisebb volt a felsőnél. A felső szárny felülete 35,89 m² volt, több mint kétszerese az alsó 13,68 m²-ének.
120 liter üzemanyagát két tankba osztották szét, de a nagyobbik ezenfelül is két rekeszből állt. A kisebbik, 30 literes tankot a motor fölött helyezték el, hogy az üzemanyagpumpa elromlása esetén is ellássa a motort a leszállásig. Ezen felül egy kézi benzinpumpával is ellátták a gépet.
A könnyebb szállíthatóság érdekében darabjaira (szárnyak, törzs, farok, futómű) lehetett szétszedni. A szétszedett repülőt hat-nyolc szerelő négy-hat óra alatt tudta harcképes állapotba hozni. A szárnyakat a korban megszokott vászon helyett 0,19 mm vastag alumíniumlemezzel burkolták, ami könnyen behorpadt, ezért a földön óvatosan kellett kezelni..

## Története

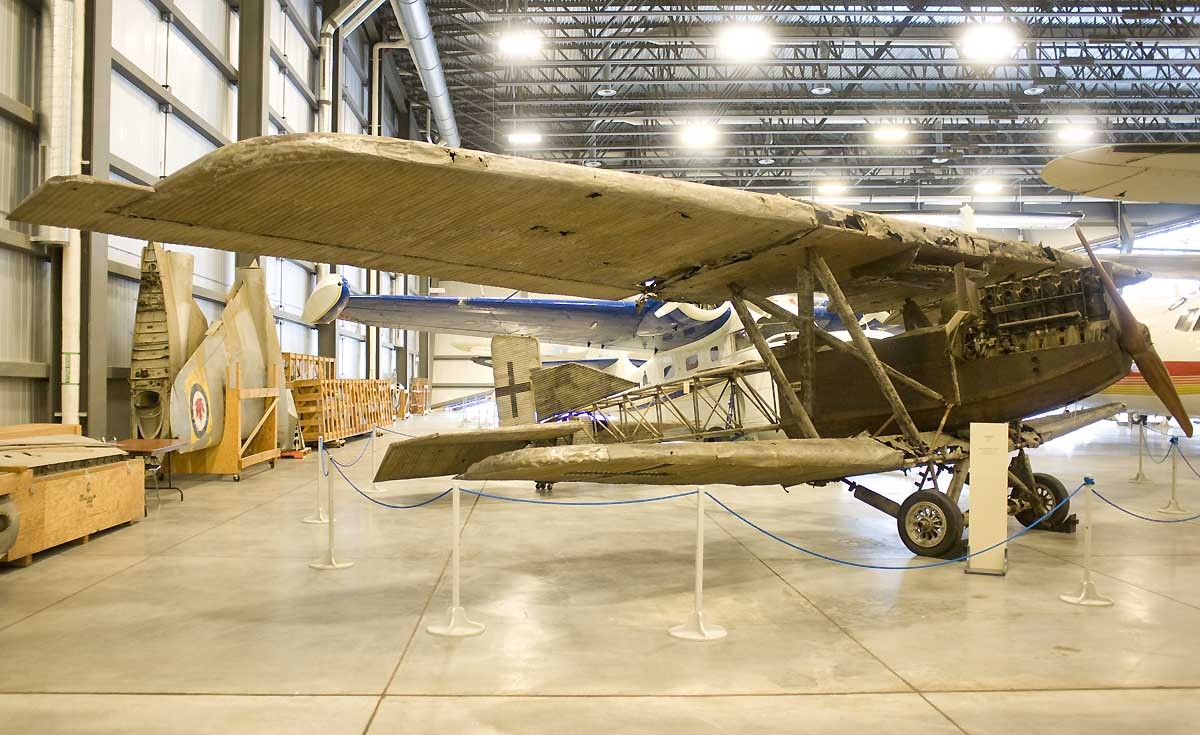
Junkers J.I a Kanadai Repüléstörténeti és Űrrepülési Múzeumban

Kortársaihoz képest nehéz, robusztus repülő volt és nem volt könnyű irányítani, ezért bútorszállítónak becézték. Először 1917 augusztusában jelent meg a fronton. Többek között az 1918 elején indított tavaszi offenzívában vettek részt a nyugati fronton.
Kezdetleges csatarepülőgépként is alkalmazták; két, lefelé néző géppuskát lehetett rászerelni, de a célzási nehézségek miatt sok hasznukat nem vették. Ezért elsősorban kis magasságú frontfelderítésre, futárgépként, tüzérségi irányításra vagy elszigetelt csapatok utánpótlására használták fel.
Összesen 227 készült belőle; ebből 189 jutott el a német csapatokhoz. 38 már a fegyverszünet után lett készen és a szövetségesek lefoglalták őket. 1919 januárjában leálltak a gyártással. Egy olyan eset ismert, hogy a Junkers J.I-et lelőtt volna egy légvédelmi ágyú, egyéb harci veszteségek nem voltak, csak balesetekben veszett oda néhány.
Mindössze egy teljes Junkers J.I maradt fenn, a J.I 586/17 sorozatszámú példányt a kanadaiak vitték haza trófeaként és az ottawai Kanadai Repüléstörténeti és Űrrepülési Múzeumban tekinthető meg. Egy törzset a milánói Nemzeti Természettudományi és Műszaki Múzeum is őriz.

## Rendszeresítő országok

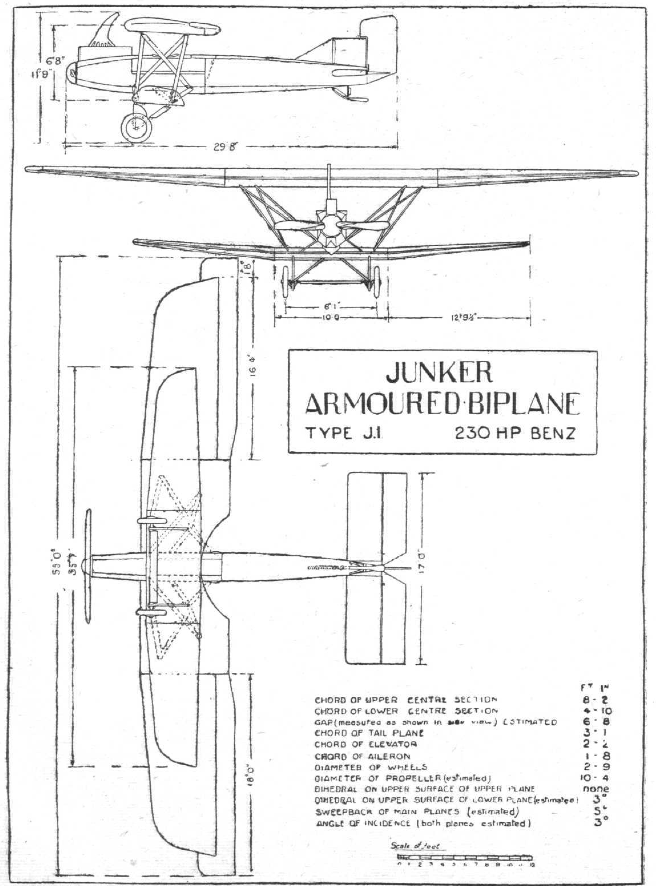
A Junkers J.I háromnézeti képe

- Német Birodalom

## Műszaki adatok

### Geometriai méretek és tömegadatok
- Hossz: 9,10 m
- Fesztávolság: 16 m
- Magasság: 3,40 m
- Szárnyfelület: 49,4 m²
- Üres tömeg: 1766 kg
- Felszálló tömeg: 2140 kg

### Hajtóművek
- Hajtóművek száma: 1 darab
- Típusa: Benz Bz.IV vízhűtéses hathengeres motor
- Teljesítmény: 200 LE (149 kW)

### Repülési adatok
- Legnagyobb sebesség: 155 km/h
- Szolgálati csúcsmagasság: 4000 m
- Hatótávolság:

### Fegyverzet
- 1 db hátra irányított, forgatható 7,92 mm-es Parabellum MG 14 géppuska 1000 darab lőszerrel

## Fordítás
- Ez a szócikk részben vagy egészben  a   Junkers J.I című angol Wikipédia-szócikk ezen változatának fordításán alapul.  Az eredeti cikk szerkesztőit annak laptörténete sorolja fel. Ez a jelzés csupán a megfogalmazás eredetét és a szerzői jogokat jelzi, nem szolgál a cikkben szereplő információk forrásmegjelöléseként.